# Lauri Astala

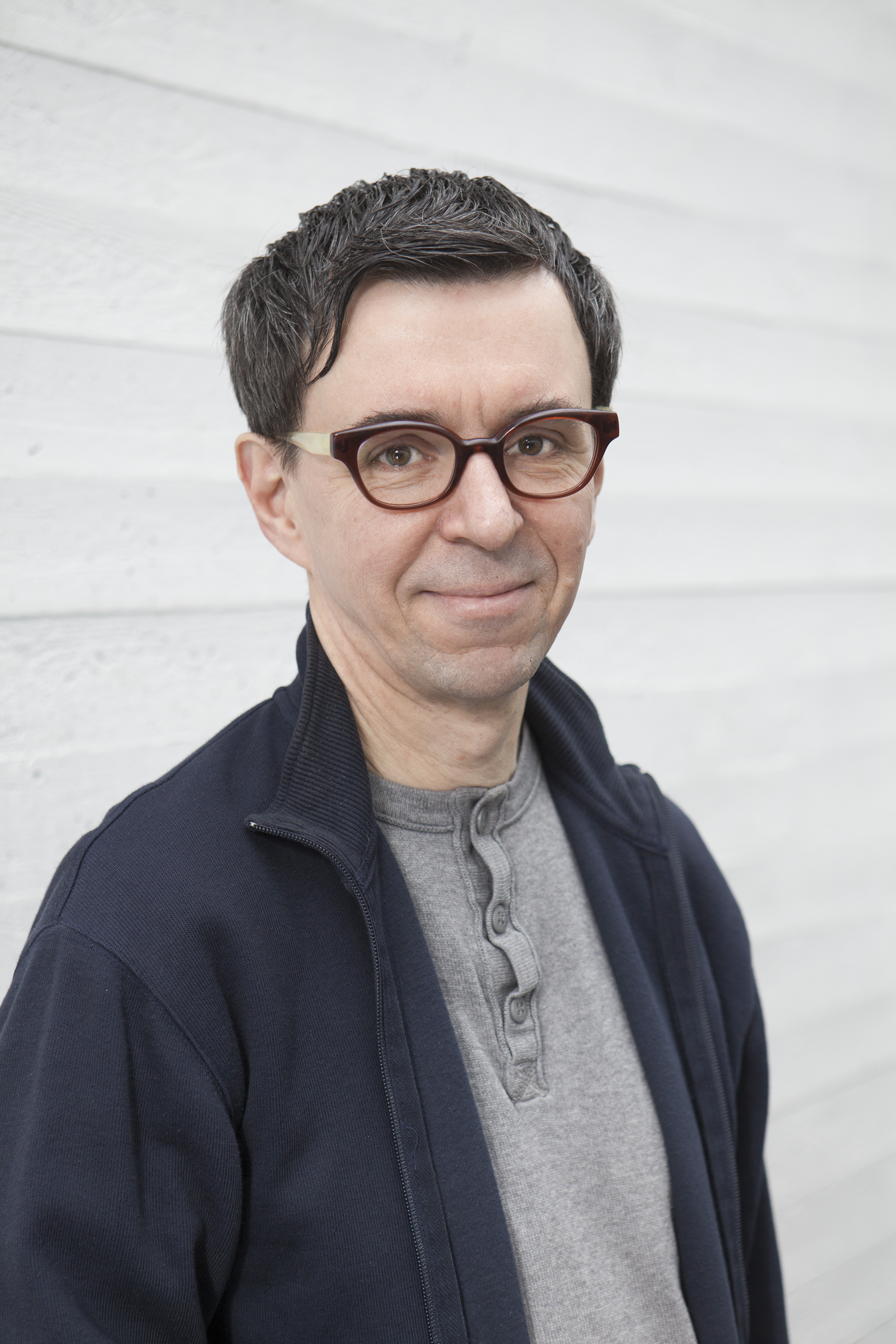
Lauri Astala.

Lauri Ilmari Astala, född 6 oktober 1958 i Valkeakoski, är en finländsk skulptör.
Astala studerade vid Tekniska högskolan 1979–1984, Konstindustriella högskolan 1984–1985 och Bildkonstakademin 1985–1990. Han har medverkat i utställningar sedan 1988.
Astala har blivit känd för sina intellektuella och innovativa arbeten, som ofta bryter de traditionella gränserna mellan installationer och miljökonst, performanser och skulptur. På utställningen Umbilicus mundi (1992) visade han sina mytiska maskiner baserade på medeltida drömmar och moderna datorer, och på utställningen Ars Magna Sciendi (1995) återkom han till sina naturvetenskapligt-tekniskt-filosofiska verk. År 2012 tilldelades han Pro Finlandia-medaljen.